# Pholeomyia expansa
Pholeomyia expansa is een vliegensoort uit de familie van de Milichiidae. De wetenschappelijke naam van de soort is voor het eerst geldig gepubliceerd in 1925 door Aldrich.